# Liste der Kulturgüter in Wachseldorn
Die Liste der Kulturgüter in Wachseldorn enthält alle Objekte in der Gemeinde Wachseldorn im Kanton Bern, die gemäss der Haager Konvention zum Schutz von Kulturgut bei bewaffneten Konflikten, dem Bundesgesetz vom 20. Juni 2014 über den Schutz der Kulturgüter bei bewaffneten Konflikten sowie der Verordnung vom 29. Oktober 2014 über den Schutz der Kulturgüter bei bewaffneten Konflikten unter Schutz stehen.
Es sind weder A-Objekte noch B-Objekte auf dem Gemeindegebiet ausgewiesen, Objekte der Kategorie C fehlen zurzeit (Stand: 30. April 2024). Unter übrige Baudenkmäler sind Objekte zu finden, die im Bauinventar des Kantons Bern als «schützenswert» verzeichnet sind.

## Übrige Baudenkmäler
Hinweis: Als Objekt-Identifikator (ID) wird die Grundstücksnummer verwendet.
| ID  | Foto |                 | Objekt               | Typ | Standort                             | Beschreibung |
| --- | ---- | --------------- | -------------------- | --- | ------------------------------------ | ------------ |
| 45  | BW   | Datei hochladen | Bauernhaus (1757)    | G   | Süderen Neuhaus 57 623986 / 185326   |              |
| 86  | BW   | Datei hochladen | Bauernhaus (1819)    | G   | Buchi 18 622272 / 185565             |              |
| 86  | BW   | Datei hochladen | Speicher (1805)      | G   | Buchi 18a 622294 / 185600            |              |
| 103 | BW   | Datei hochladen | Bauernhaus (um 1800) | G   | Güetzischwendi 53 623659 / 184970    |              |
| 135 | BW   | Datei hochladen | Bauernhaus (1724)    | G   | Wachseldorn Dorf 19 622412 / 185636  |              |
| 135 | BW   | Datei hochladen | Stöckli (1765)       | G   | Wachseldorn Dorf 19b 622460 / 185685 |              |
| 139 | BW   | Datei hochladen | Bauernhaus (um 1620) | G   | Süderen 58 624100 / 185268           |              |
| 197 | BW   | Datei hochladen | Bauernhaus (1820)    | G   | Wachseldornhubel 8 621865 / 185405   |              |

Hinweis zur Legende: Anstelle der KGS-Nummer wird als Objekt-Identifikator (ID) die Grundstücksnummer verwendet.